# 姚家凯
姚家凱（1953年6月—），男，漢族，遼寧瓦房店人。1974年5月參加工作，1972年2月加入中國共產黨。

## 生平
從政生涯都在大連市度過，曾任大連市莊河市市長、莊河市委書記、旅順口區委書記、大連市人民政府秘書長、大連市委秘書長、金州區委書記。2011年1月，獲選為大連市人大常委會副主任。2016年2月，正式退休。
2020年6月11日，遼寧省紀委監委宣布姚家凱涉嫌嚴重違紀違法，正在接受紀律審查和監察調查。9月29日，遭到開除黨籍處分；按照規定相應調整其享受的待遇；收繳其違紀違法所得；將其涉嫌犯罪問題移送檢察機關依法審查起訴，所涉財物隨案移送。